# Europamesterskabet i fodbold 1996
Europamesterskabet i fodbold 1996 (Euro 96) fandt sted i England i perioden 8. juni – 30. juni 1996. Mottoet for turneringen var "Fodbolden kommer hjem", da det var første gang, at EM-slutrunden fandt sted i fodboldens moderland.

## Overordnet om turneringen
For første gang omfattede slutrunden 16 hold, hvoraf de 15 havde kvalificeret sig i løbet af 1994-1995, mens England deltog som arrangør. I kvalifikationen var der otte grupper med hver seks hold, bortset fra tre, der kun havde fem hold. Alle gruppevindere kvalificerede sig sammen med de seks bedste toere, mens de to dårligste toere spillede en kvalifikationskamp på neutral grund om at blive det sidste hold. Denne kamp kom til at stå mellem Irland og Holland, og hollænderne vandt med 2-0.
Starten på slutrunden forløb nogenlunde, som eksperterne havde forventet. Dog klarede Italien og Danmark (som forsvarende mestre) ikke at kvalificere sig til kvartfinalerne. De afgørende kampe huskes mest for deres meget få mål, idet der kun blev scoret otte mål i syv kampe. Fire af kampene blev afgjort på straffesparkskonkurrence. Slutkampen kom til at stå mellem Tyskland og overraskelsen Tjekkiet, der dog ikke fulgte deres hidtidige succes helt igennem. Tyskland vandt på et Golden goal af Oliver Bierhoff – denne form for afgørelse var den første i historien.

## Kvalificerede hold
De følgende hold deltog i slutrunden:
| - Bulgarien - Danmark - Frankrig - Holland - Italien - Kroatien - Portugal - Rumænien | - Rusland - Schweiz - Skotland - Spanien - Tjekkiet - Tyrkiet - Tyskland |

- England var automatisk kvalificeret som værter.

## Stadions
- Wembley Stadion, London – Kapacitet: 78.000
- Old Trafford, Manchester – Kapacitet: 55.000
- Anfield, Liverpool – Kapacitet: 41.000
- Villa Park, Birmingham – Kapacitet: 40.000
- Elland Road, Leeds – Kapacitet: 40.000
- Hillsborough Stadion, Sheffield – Kapacitet: 39.000
- St James' Park, Newcastle – Kapacitet 37.000
- City Ground, Nottingham – Kapacitet: 30.000

## Indledende runde

### Gruppe A
| Hold     | Point | Kampe | V | U | T | MF | MI |
| -------- | ----- | ----- | - | - | - | -- | -- |
| England  | 7     | 3     | 2 | 1 | 0 | 7  | 2  |
| Holland  | 4     | 3     | 1 | 1 | 1 | 3  | 4  |
| Skotland | 4     | 3     | 1 | 1 | 1 | 1  | 2  |
| Schweiz  | 1     | 3     | 0 | 1 | 2 | 1  | 4  |

8. juni
| England     | 1 - 1 | Schweiz               | Wembley Stadion, London Dommer: Manuel Diaz Vega (Spanien) |  |
| Shearer 23' |       | Türkyilmaz 84' (str.) | Wembley Stadion, London Dommer: Manuel Diaz Vega (Spanien) |  |

10. juni
| Holland | 0 - 0 | Skotland | Villa Park, Birmingham Dommer: Leif Sundell (Sverige) |

13. juni
| Schweiz | 0 - 2 | Holland                 | Villa Park, Birmingham Dommer: Atanas Uzunov (Bulgarien) |
|         |       | Cruyff 66' Bergkamp 79' | Villa Park, Birmingham Dommer: Atanas Uzunov (Bulgarien) |

15. juni
| Skotland | 0 - 2 | England                   | Wembley Stadion, London Dommer: Pierluigi Pairetto (Italien) |
|          |       | Shearer 53' Gascoigne 79' | Wembley Stadion, London Dommer: Pierluigi Pairetto (Italien) |

18. juni
| Skotland    | 1 - 0 | Schweiz | Villa Park, Birmingham Dommer: Vacláv Krondl (Tjekkiet) |
| McCoist 36' |       |         | Villa Park, Birmingham Dommer: Vacláv Krondl (Tjekkiet) |

18. juni
| Holland      | 1 - 4 | England                              | Wembley Stadion, London Dommer: Gerd Grabher (Østrig) |  |
| Kluivert 78' |       | Shearer 23', 57' Sheringham 51', 62' | Wembley Stadion, London Dommer: Gerd Grabher (Østrig) |  |

### Gruppe B
| Hold      | Point | Kampe | V | U | T | MF | MI |
| --------- | ----- | ----- | - | - | - | -- | -- |
| Frankrig  | 7     | 3     | 2 | 1 | 0 | 5  | 2  |
| Spanien   | 5     | 3     | 1 | 2 | 0 | 4  | 3  |
| Bulgarien | 4     | 3     | 1 | 1 | 1 | 3  | 4  |
| Rumænien  | 0     | 3     | 0 | 0 | 3 | 1  | 4  |

9. juni
| Spanien     | 1 - 1 | Bulgarien            | Elland Road, Leeds Dommer: Piero Ceccarini (Italien) |  |
| Alfonso 74' |       | Stoichkov 65' (str.) | Elland Road, Leeds Dommer: Piero Ceccarini (Italien) |  |

10. juni
| Rumænien | 0 - 1 | Frankrig    | St James' Park, Newcastle Dommer: Hellmut Krug (Tyskland) |
|          |       | Dugarry 25' | St James' Park, Newcastle Dommer: Hellmut Krug (Tyskland) |

13. juni
| Bulgarien    | 1 - 0 | Rumænien | St James' Park, Newcastle Dommer: Peter Mikkelsen (Danmark) |
| Stoichkov 3' |       |          | St James' Park, Newcastle Dommer: Peter Mikkelsen (Danmark) |

15. juni
| Frankrig      | 1 - 1 | Spanien      | Elland Road, Leeds Dommer: Vadim Zhuk (Hviderusland) |  |
| Djorkaeff 49' |       | Caminero 86' | Elland Road, Leeds Dommer: Vadim Zhuk (Hviderusland) |  |

18. juni
| Frankrig                               | 3 - 1 | Bulgarien     | St James' Park, Newcastle Dommer: Dermot Gallagher (England) |  |
| Blanc 21' Penev (selvmål) 63' Loko 90' |       | Stoichkov 69' | St James' Park, Newcastle Dommer: Dermot Gallagher (England) |  |

18. juni
| Rumænien      | 1 - 2 | Spanien               | Elland Road, Leeds Dommer: Ahmet Çakar (Tyrkiet) |  |
| Raducioiu 29' |       | Manjarín 11' Amor 84' | Elland Road, Leeds Dommer: Ahmet Çakar (Tyrkiet) |  |

### Gruppe C
| Hold     | Point | Kampe | V | U | T | MF | MI |
| -------- | ----- | ----- | - | - | - | -- | -- |
| Tyskland | 7     | 3     | 2 | 1 | 0 | 5  | 0  |
| Tjekkiet | 4     | 3     | 1 | 1 | 1 | 5  | 6  |
| Italien  | 4     | 3     | 1 | 1 | 1 | 3  | 3  |
| Rusland  | 1     | 3     | 0 | 1 | 2 | 4  | 8  |

9. juni
| Tyskland             | 2 - 0 | Tjekkiet | Old Trafford, Manchester Dommer: David Elleray (England) |
| Ziege 26' Möller 32' |       |          | Old Trafford, Manchester Dommer: David Elleray (England) |

11. juni
| Italien           | 2 - 1 | Rusland       | Anfield, Liverpool Dommer: Leslie Mottram (Skotland) |  |
| Casiraghi 5', 52' |       | Tsymbalar 21' | Anfield, Liverpool Dommer: Leslie Mottram (Skotland) |  |

14. juni
| Tjekkiet                  | 2 - 1 | Italien    | Anfield, Liverpool Dommer: Antonio López Nieto (Spanien) |  |
| Nedvěd 4' Radek Bejbl 35' |       | Chiesa 18' | Anfield, Liverpool Dommer: Antonio López Nieto (Spanien) |  |

16. juni
| Rusland | 0 - 3 | Tyskland                      | Old Trafford, Manchester Dommer: Kim Milton Nielsen (Danmark) |
|         |       | Sammer 56' Klinsmann 77', 90' | Old Trafford, Manchester Dommer: Kim Milton Nielsen (Danmark) |

19. juni
| Rusland                                    | 3 - 3 | Tjekkiet                          | Anfield, Liverpool Dommer: Anders Frisk (Sverige) |  |
| Mostovoi 49' Tetradze 54' Beschastnykh 85' |       | Suchopárek 5' Kuka 19' Šmicer 88' | Anfield, Liverpool Dommer: Anders Frisk (Sverige) |  |

19. juni
| Italien | 0 - 0 | Tyskland | Old Trafford, Manchester Dommer: Guy Goethals (Belgien) |

### Gruppe D
| Hold     | Point | Kampe | V | U | T | MF | MI |
| -------- | ----- | ----- | - | - | - | -- | -- |
| Portugal | 7     | 3     | 2 | 1 | 0 | 5  | 1  |
| Kroatien | 6     | 3     | 2 | 0 | 1 | 4  | 3  |
| Danmark  | 4     | 3     | 1 | 1 | 1 | 4  | 4  |
| Tyrkiet  | 0     | 3     | 0 | 0 | 3 | 0  | 5  |

9. juni
| Danmark        | 1 - 1 | Portugal     | Hillsborough Stadion, Sheffield Dommer: Mario van der Ende (Holland) |  |
| B. Laudrup 22' |       | Sá Pinto 53' | Hillsborough Stadion, Sheffield Dommer: Mario van der Ende (Holland) |  |

11. juni
| Tyrkiet | 0 - 1 | Kroatien | City Ground, Nottingham Dommer: Serge Muhmenthaler (Schweiz) |  |  | Vlaović 86' |  |

14. juni
| Portugal  | 1 - 0 | Tyrkiet | City Ground, Nottingham Dommer: Sandor Puhl (Ungarn) |
| Couto 66' |       |         | City Ground, Nottingham Dommer: Sandor Puhl (Ungarn) |

16. juni
| Kroatien                       | 3 - 0 | Danmark | Hillsborough Stadion, Sheffield Dommer: Marc Batta (Frankrig) |
| Šuker (str) 53', 90' Boban 81' |       |         | Hillsborough Stadion, Sheffield Dommer: Marc Batta (Frankrig) |

19. juni
| Kroatien | 0 - 3 | Portugal                       | City Ground, Nottingham Dommer: Bernd Heynemann (Tyskland) |
|          |       | Figo 4' Pinto 33' Domingos 82' | City Ground, Nottingham Dommer: Bernd Heynemann (Tyskland) |

19. juni
| Tyrkiet | 0 - 3 | Danmark                            | Hillsborough Stadion, Sheffield Dommer: Nikolai Levnikov (Rusland) |
|         |       | B. Laudrup 50', 84' A. Nielsen 69' | Hillsborough Stadion, Sheffield Dommer: Nikolai Levnikov (Rusland) |

## Kvartfinaler
22. juni
| England                                                        | 0-0(e.f.t.) (4-2 str.) | Spanien                                                                      | Wembley Stadion, London Dommer: Marc Batta (Frankrig) |
|                                                                | Straffespark           |                                                                              |                                                       |
| Shearer: scorer Platt: scorer Pearce: scorer Gascoigne: scorer |                        | Hierro: rammer overliggeren Amor: scorer Belsue: scorer Nadal: Seaman redder |                                                       |

22. juni
| Holland                                                                                | 0-0(e.f.t.) (4-5 str.) | Frankrig                                                                       | Anfield, Liverpool Dommer: Antonio López Nieto (Spanien) |
|                                                                                        | Straffespark           |                                                                                |                                                          |
| de Kock: scorer R. de Boer: scorer Kluivert: scorer Seedorf: Lama redder Blind: scorer |                        | Zidane: scorer Djorkaeff: scorer Lizarazu: scorer Gúerin: scorer Blanc: scorer |                                                          |

23. juni
| Tyskland                      | 2-1 | Kroatien  | Old Trafford, Manchester Dommer: Leif Sundell (Sverige) |
| Klinsmann(str) 20' Sammer 59' |     | Šuker 51' |                                                         |

23. juni
| Tjekkiet     | 1-0 | Portugal | Villa Park, Birmingham Dommer: Hellmut Krug (Tyskland) |
| Poborský 53' |     |          |                                                        |

## Semifinaler
26. juni
| Frankrig                                                                                            | 0-0(e.f.t.) (5-6 str.) | Tjekkiet                                                                                 | Old Trafford, Manchester Dommer: Leslie Mottram (Skotland) |
| | Straffespark           |                                                                                          |                                                            |
| Zidane: scorer Djorkaeff: scorer Lizarazu: scorer Gúerin: scorer Blanc: scorer Pedros: Kouba redder |                        | Kubík: scorer Nedvěd: scorer Berger: scorer Poborský: scorer Rada: scorer Kadlec: scorer |                                                            |

26. juni
| England                                                                                                   | 1-1(e.f.t.) (5-6 str.) | Tyskland                                                                                 | Wembley Stadion, London Dommer: Sandor Puhl (Ungarn) | Shearer 3' |  | Kuntz 16' |  |
| | Straffespark           |                                                                                          |                                                      |            |  |           |  |
| Shearer: scorer Platt: scorer Pearce: scorer Gascoigne: scorer Sheringham: scorer Southgate: Köpke redder |                        | Hässler: scorer Strunz: scorer Reuter: scorer Ziege: scorer Kuntz: scorer Möller: scorer |                                                      |            |  |           |  |

## Finale
23. juni
| Tyskland               | 2-1 (e.f.t.) | Tjekkiet   | Wembley Stadion, London Dommer: Pierluigi Pairetto (Italien) |
| Bierhoff 73', (GG) 95' |              | Berger 59' |                                                              |

| Europamestre 1996          |
| -------------------------- |
| Tyskland Tredje mesterskab |

## Statistik

### Topscorere
5 mål
- Alan Shearer

3 mål
| - Hristo Stoichkov - Davor Šuker | - Brian Laudrup - Jürgen Klinsmann |

2 mål
| - Teddy Sheringham - Oliver Bierhoff | - Matthias Sammer - Pierluigi Casiraghi |

1 mål
| - Zvonimir Boban - Goran Vlaović - Radek Bejbl - Patrik Berger - Pavel Kuka - Pavel Nedvěd - Karel Poborský - Vladimír Šmicer - Jan Suchopárek - Allan Nielsen - Paul Gascoigne - Laurent Blanc - Youri Djorkaeff | - Christophe Dugarry - Patrice Loko - Stefan Kuntz - Andreas Möller - Christian Ziege - Enrico Chiesa - Dennis Bergkamp - Jordi Cruyff - Patrick Kluivert - Fernando Couto - Domingos - Luís Figo - João Pinto | - Sá Pinto - Florin Răducioiu - Vladimir Beschastnykh - Aleksandr Mostovoi - Omari Tetradze - Ilya Tsymbalar - Ally McCoist - Alfonso - Guillermo Amor - José Luis Caminero - Javier Manjarín - Kubilay Türkyilmaz |

### Vigtige spillere i turneringen
Målmænd
- Andreas Köpke
- David Seaman

Forsvarsspillere
- Colin Hendry
- Fernando Couto
- Dieter Eilts
- Paolo Maldini
- Matthias Sammer

Midtbanespillere
- Youri Djorkaeff
- Paul Gascoigne
- Karel Poborský
- Steve McManaman
- Jose Luis Caminero
- Manuel Rui Costa

Angribere
- Hristo Stoichkov
- Brian Laudrup
- Alan Shearer
- Davor Šuker

UEFA Mest værdifulde spiller
- Steve McManaman

UEFA Turneringens bedste spiller
- Jürgen Klinsmann

### Hurtigste mål
- 3 minutter: Alan Shearer (England – Tyskland) og Hristo Stoichkov (Bulgarien – Rumænien)

### Mål i gennemsnit pr. kamp
- 2,06

51°34′N 0°17′V / 51.56°N 0.28°V